# 小林晴夫 (アーティスト)
小林 晴夫（こばやし はるお、1968年 - ）は、神奈川県生まれのアーティスト。

## 概要
1992年よりBゼミ（現代美術の学習システム）の運営に参加。Bゼミ産みの親である小林昭夫の子息。
2001年所長に就任し、2004年の休業までBゼミの運営をする。
2009年blanClassを創立。2019年に休業。
ほかに東京綜合写真専門学校（2004年〜2014年）、神奈川大学（2007年）、東京造形大学（2012年〜2019年）、和光大学（2015年）、多摩美術大学（2015年〜2018年）、女子美術大学（2014年〜現在）などで非常勤講師としてアートにまつわるレクチャーやゼミを運営してきた。

## 個展
「Planning of Dance」（2000年、ギャラリー手、東京）
「雪 – snow」（2001年、ガレリエsol、東京）

## グループ展
「SAPアートイング東京2001」(2001年、セゾンアートプログラム、東京）

## パフォーマンス
「小林 晴夫 & blanClass performers [Traffic on the table]」(2011年、新・港村blanClassブース、神奈川）

## 関連ページ
- 原口典之
- 井上文雄